# Lovelock Cave
Lovelock Cave – jaskinia położona w stanie Nevada w Stanach Zjednoczonych, na obszarze Wielkiej Kotliny. Stanowisko archeologiczne.
Jaskinia znajduje się pod wysokim na ponad 12 m nawisem skalnym o szerokości 45 m. Została odkryta przypadkowo w 1911 roku przez dwóch robotników poszukujących guana. W przeszłości położona była na otoczonym bagnami brzegu płytkiego jeziorka, będącego pozostałością prehistorycznego jeziora Lahontan.
Stanowisko zostało przebadane po raz pierwszy w 1912 roku przez profesora University of California Llewellyna Louda. W trakcie prac archeologicznych odsłonięto ślady bytności ludzkiej z okresu sięgającego od około 2500 p.n.e. do 500 n.e. Pozyskany w czasie wykopalisk materiał, zawierający szczątki fauny oraz ponad 20 tysięcy artefaktów dostarczył bogatych informacji z czasów stabilizacji osadniczej w rejonie Wielkiej Kotliny. Zamieszkujące w jaskini grupy ludności zajmowały się rybołówstwem, zbieractwem oraz myślistwem. Wysiewano także ziarna dzikich zbóż, które następnie gromadzono na zimę. Odnaleziony inwentarz zawiera m.in. wyplatane z sitowia kosze i pułapki na ptactwo, wyroby z kamienia, kości i rogu (w tym figurki zwierząt) oraz odzież wykonywaną z kawałków kory. Wewnątrz jaskini odkryto kilkadziesiąt pochówków, z których część została poddana mumifikacji.